# Никольское (Горшеченский район)
Нико́льское — село в Горшеченском районе Курской области России. Административный центр Никольского сельсовета.

## География
Село находится в восточной части Курской области, в лесостепной зоне, в пределах юго-западной части Среднерусской возвышенности, на левом берегу реки Оскол и на северо-западном берегу Старооскольского водохранилища, на расстоянии примерно 25 километров (по прямой) к юго-западу от посёлка городского типа Горшечное, административного центра района. Абсолютная высота — 153 метра над уровнем моря.
Часовой пояс
Село Никольское, как и вся Курская область, находится в часовой зоне МСК (московское время). Смещение применяемого времени относительно UTC составляет +3:00.

## Население
| 2002 | 2010 |
| ---- | ---- |
| 333  | ↘256 |

Гендерный состав
По данным Всероссийской переписи населения 2010 года в гендерной структуре населения мужчины составляли 43,8 %, женщины — соответственно 56,2 %.
Национальный состав
Согласно результатам переписи 2002 года, в национальной структуре населения русские составляли 92 % из 333 чел.

## Улицы
Уличная сеть села состоит из пяти улиц.